# Медное (мемориальный комплекс)
Государственный Мемориальный комплекс «Медное» создан по распоряжению Правительства РФ от 19 октября 1996 года после подписания Соглашения между правительством Российской Федерации и правительством Республики Польша о захоронениях и местах памяти жертв войны и репрессий.
Мемориальный комплекс находится в Тверской области, в 1 км к югу от деревни Ямок, которая в 3 км от села Медное.
Проект Российской части Мемориала «Медное» выполнен мастерской № 4 Союза архитекторов России под руководством М. Хазанова, главный архитектор проекта — Н. Шангин. По проекту проложена аллея Памяти, оформлены четыре российских захоронения. В центре треугольной ритуальной площадки расположен памятный знак в виде насыпи с выложенным крестом из красного гранита с надписью «Соотечественникам — жертвам воин и репрессий» (автор — скульптор Ю. П. Карпенко, архитектор А. В. Соколов).
В левой части Мемориального комплекса находится Польское военное кладбище. Архитектурная композиция включает в себя Стену Плача с колоколом и 25 братских могил.
С 2003 года мемориал — филиал петербургского Музея политической истории. С апреля 2012 года — мемориал «Медное» является филиалом Государственного центрального музея современной истории России (г. Москва, бывший Музей революции).

## История
Сведения о захоронении под Медным польских военнопленных (взятых в плен или арестованных войсками НКВД на территории Польши в 1939 году и содержавшихся в Осташковском спецлагере) основаны на показаниях Д. С. Токарева, бывшего начальника УНКВД по Калининской области. По его словам, в течение апреля — мая 1940 года польских граждан (более 6300 человек, в основном это сотрудники государственной полиции и полиции Шлёнского воеводства, пограничной тюремной службы, солдаты и офицеры корпуса пограничной охраны и другие военные, капелланы, сотрудники правосудия польского государства), содержащихся в спецлагере на территории бывшего Нило-Столобенского монастыря, партиями привозили в город Калинин и расстреливали в здании НКВД (сейчас здание медакадемии). Тела убитых вывозили на территорию близ с. Медное, где уже с 1937 года покоились останки советских репрессированных граждан.
В августе 1991 года Главная военная прокуратура совместно с прокуратурой Польши провела на этом месте раскопки. Были обнаружены останки 243 человек, проведено более 200 зондажей и обнаружены коллективные могилы и ямы, в которые были сброшены различные предметы личного употребления: знаки отличия, погоны, ордена и медали, котелки, другие бытовые предметы. Часть их была передана Катынскому музею в Варшаве. Найден ряд документов — записок, заметок, удостоверений, фотографий.
Многие останки удалось идентифицировать, при этом более 20 жертв не числились ни в каких списках. Были обнаружены также гильзы и пули от пистолетов «Вальтер», с помощью которых, по показаниям участника расстрелов, производились расстрелы пленных поляков в Калининской тюрьме.

## Мемориальный комплекс в Медном
Мемориальный комплекс расположен в 35 километрах к северо-западу от Твери по трассе Москва — Санкт-Петербург (М-10) в районе села Медное.
Мемориальный комплекс «Медное» посвящён увековечиванию памяти советских граждан — жертв политических репрессий 30-50-х годов XX века и расстрелянных польских военнопленных, заключённых Осташковского лагеря НКВД СССР. Комплекс состоит из двух частей: российской части с двумя символическими захоронениями советских граждан и Польского военного кладбища, где захоронены расстрелянные польские военнопленные — полицейские, жандармы, сотрудники пограничной службы.
- Музейная экспозиция

В 2005 году на территории Мемориального комплекса «Медное» был открыт Музейно-выставочный центр, где представлены два зала экспозиции.
Первый зал экспозиции «Постановили: расстрелять!» рассказывает об эпохе 1930—1950-х годов через судьбы людей, используя архивные документы и личные вещи граждан. В центре внимания экспозиции — судьбы репрессированных жителей Калининской области, принадлежавших к различным социальным категориям: тверских крестьян и кустарей, руководителей партийного аппарата и служителей церкви, сотрудников органов УНКВД по Калининской области и представителей местной интеллигенции.
Второй зал экспозиции «Трудное возвращение».
В данном зале экспозиции представлены документы и другие материалы, посвящённые процессу реабилитации жертв политических репрессий 1930—1950-х годов на примере судеб репрессированных жителей Калининской области. При создании экспозиции использовались личные архивы жителей Твери и области; материалы, собранные научными сотрудниками музея в экспедициях по Тверской области; архивно-следственные дела граждан, хранящиеся в государственных архивах.
- История создания

Мемориальный комплекс «Медное» основан в соответствии с Постановлением Правительства Российской Федерации № 1247 от 19 октября 1996 года «О создании мемориальных комплексов в местах захоронений советских и польских граждан — жертв тоталитарных репрессий в Катыни (Смоленская область) и Медном (Тверская область)» за подписью В. С. Черномырдина после подписания Соглашения между Правительством Российской Федерации и Правительством Республики Польша о захоронениях и местах памяти жертв войн и репрессий от 22 февраля 1994 года.
2 сентября 2000 года открыт памятник расстрелянным полякам, к которому ежегодно в этот день приезжают родственники убитых и ставят свечи.
Памятник расстрелянным советским гражданам, предполагавшийся по проекту, так и не был поставлен.
В 2007 году финансирование строительства мемориала (построен на 80 %) было прекращено.
С 2012 года Мемориальный комплекс «Медное» является филиалом Государственного центрального музея современной истории России.
В 2017 году Министерством культуры РФ запланировано возобновление строительства Мемориального комплекса «Медное» (в 2016 году проведены необходимые проектные работы).
28 марта 2017 года объявлен сбор заявок на проведение строительных работ. Работы должны быть выполнены в срок до конца ноября 2017 года. По результатам окончания строительства предусмотрены: Сервисный блок (основное здание площадью более 1300 м², где будут размещены основные постоянно действующие экспозиции, выставки, проводиться международные мероприятия, работа по патриотическому воспитанию молодёжи), новая аллея с эпитафиями (советские граждане, пострадавшие во время репрессий 1935—1940 годов), ворота памяти (монументальная композиция на въезде на территорию комплекса, представляющая собой две большие колонны со свечами внутри), благоустройство территории.

## Книга «Убиты в Калинине, захоронены в Медном»
Для публикации книги памяти, посвященной 6295 гражданам Польши, расстрелянным в подвале калининской тюрьмы, международное общество Мемориал объявило сбор средств на краудфандинговой платформе, таким образом книга вышла благодаря народным пожертвованиям.
Три тома «Убиты в Калинине, захоронены в Медном» были опубликованы в сентябре 2019 г. Издание выполнено на русском языке. В книге названо имя каждого расстрелянного в Калинине польского гражданина, указаны обстоятельства расстрела. На презентации книги в обществе «Мемориал» директор Катынского музея в Варшаве Славомир Фронтчак сказал, что её обязательно нужно перевести польский язык, потому что в данной книге — по сравнению с предыдущими публикациями — было исправлено много ошибок.